# David Teniers, o Jovem
David Teniers, o Jovem (Antuérpia, 15 de dezembro de 1610 – Bruxelas, 25 de abril de 1690) foi um pintor flamengo do período barroco.
David Teniers procurava dar a seus quadros um toque humano, caloroso, às vezes com uma pitada de humor.
Foi aluno do pai, o pintor David Teniers, o Velho, e de Adriaen Brouwer. Altamente apreciado em vida, especializou-se em cenas de gênero da vida camponesa. Seus primeiros trabalhos nessa linha, como Camponeses tocando música (Alte Pinakothek, Munique), denotam a influência do mestre Brouwer.
Em 1633, a guilda de Antuérpia aceitou-o como mestre e, quatro anos depois casou-se com Anna, filha do pintor Jan Bruegel, o Velho.

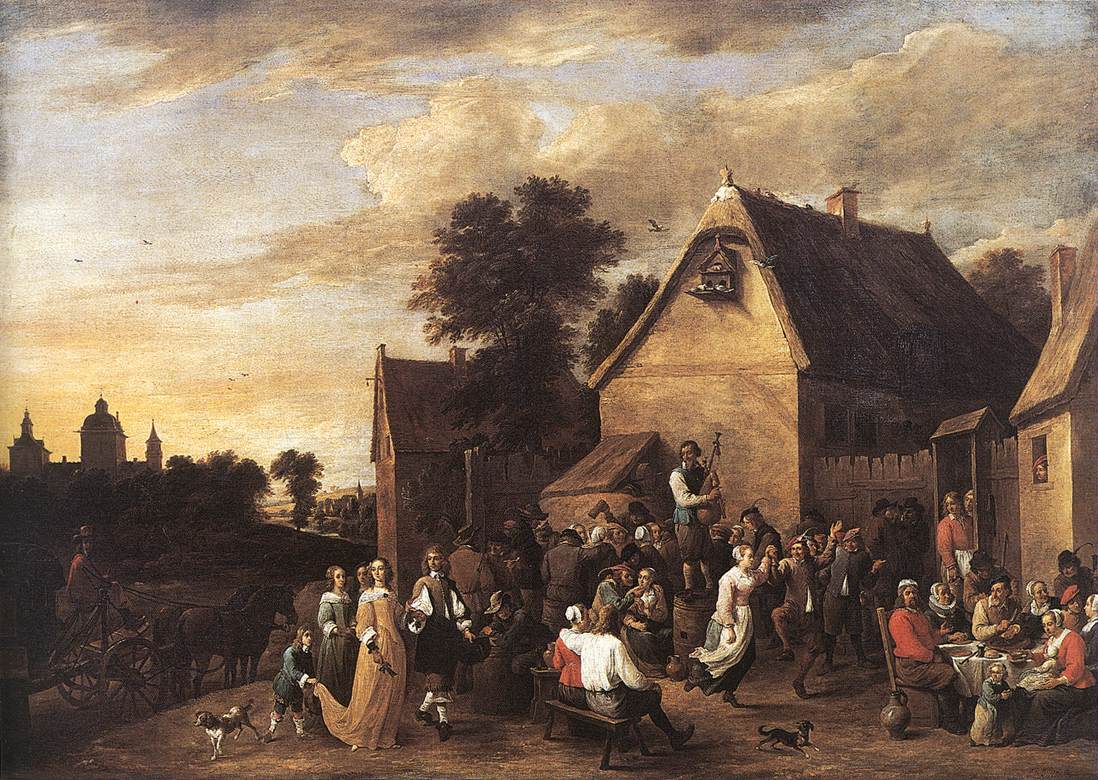
Quermesse, de David Teniers, o jovem (1652, óleo sobre tela, 157 x 221, Musées Royaux des Beaux-Arts, Bruxelas

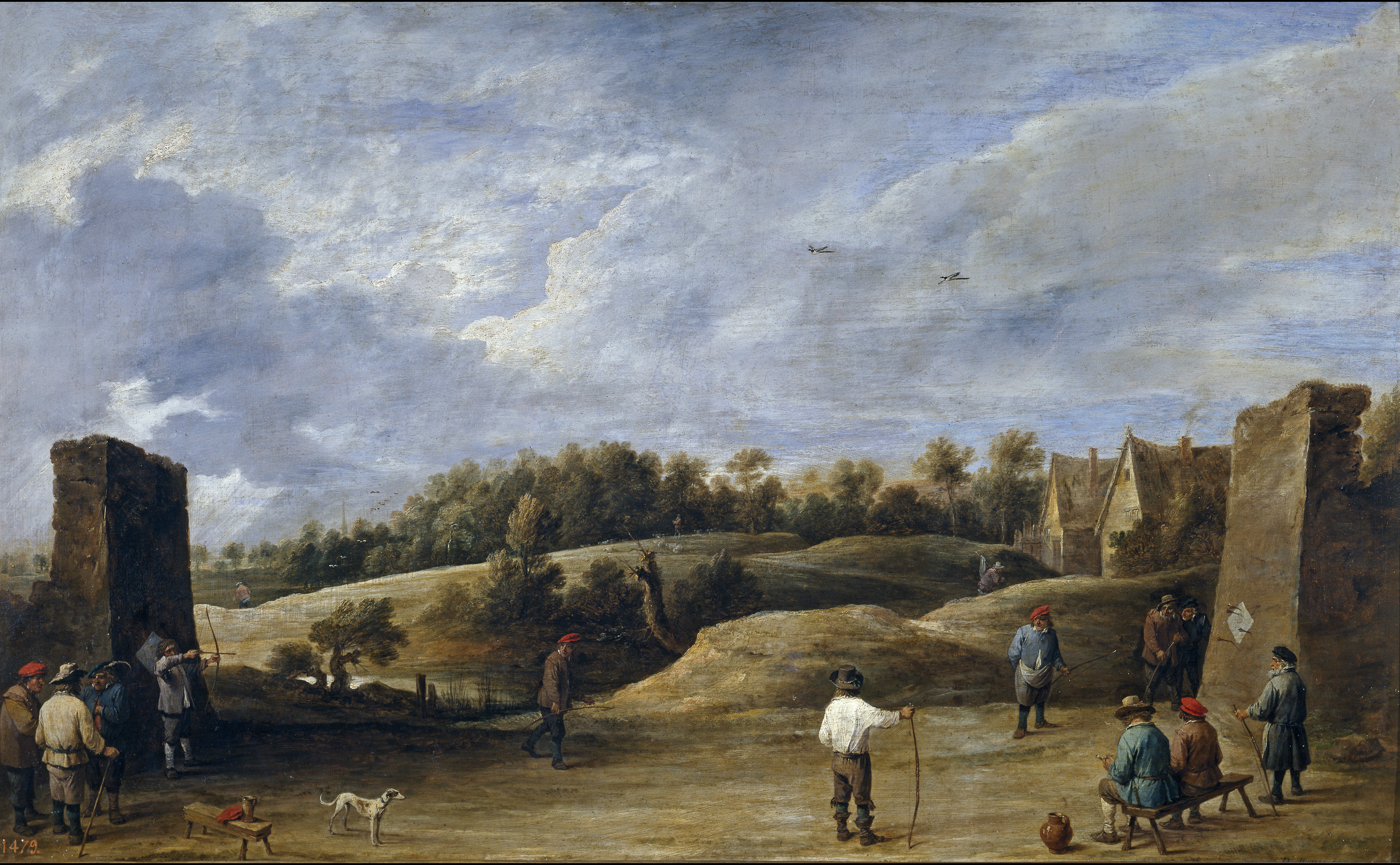
A Competição de Arco-e-Flecha, Museu do Prado

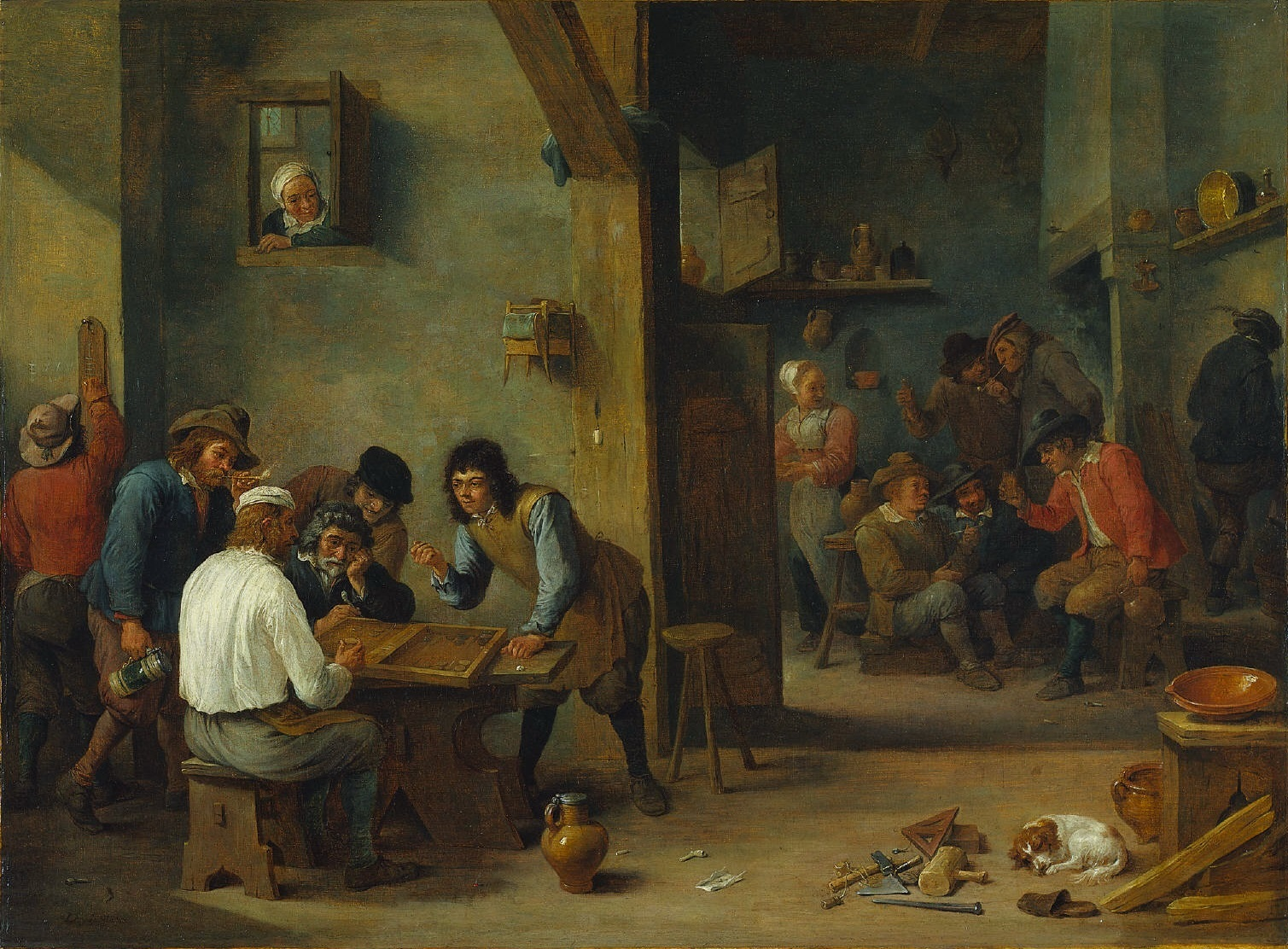
O Jogo de Gamão

David Teniers, o Jovem, A galeria do Arquiduque Leopoldo Guilherme em Bruxelas, Viena, Kunsthistorisches Museum.

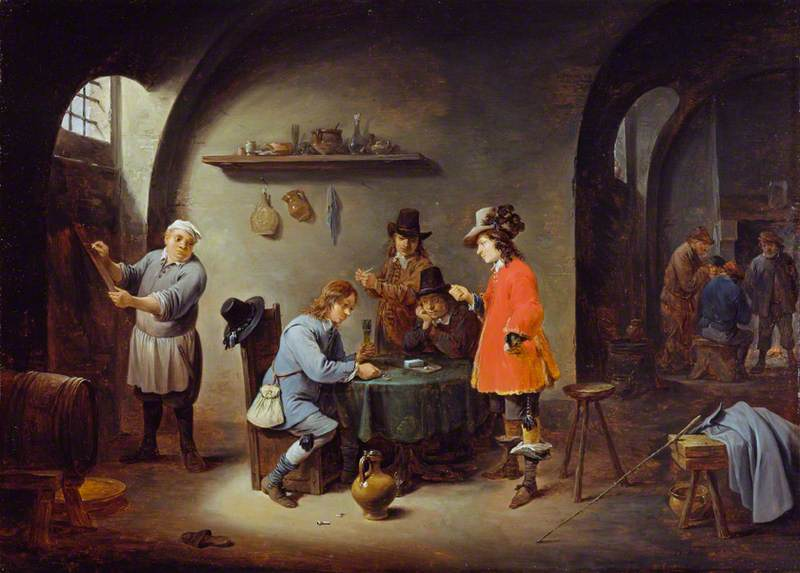
Gambling Scene at an Inn, c. 1649, Coleção Wallace